# Diane-35
Diane-35 est un médicament à base d'éthinylestradiol et d'acétate de cyprotérone (commercialisé en Belgique, France, Suisse, Canada) surtout utilisé pour traiter l'acné chez les jeunes femmes, également utilisé comme moyen de contraception.
Diane-35 est fabriquée par les laboratoires Bayer depuis 1987.

## Usages
Selon Bayer, Diane-35 est autorisée dans 135 pays et commercialisé dans 116 pays depuis 1982 pour le traitement de l'acné chez la femme. La majorité des pays concernés ont l'indication « acné » ou « androgen dependent disease » mais certains d'entre eux ont l'indication « contraception orale » associée, notamment en Irlande.
Les chiffres de vente de Diane-35 en France, depuis sa commercialisation en 1987, varient entre 4 et 5 millions de plaquettes par an. En 2012, on peut estimer qu'environ 315 000 femmes étaient en France traitées par Diane-35 ou ses génériques. Par ailleurs, Diane-35 est prescrite à 60 % par les médecins généralistes, à 37 % par les gynécologues et à 3 % par les dermatologues. Si l'on regarde le motif de prescription en fonction de la spécialité médicale, les dermatologues prescrivent ce médicament à 95 % dans l'acné, tandis que les médecins généralistes ne prescrivent Diane-35 dans l'acné qu'à 40 % contre 54 % dans la contraception.
Au Canada, l'utilisation de Diane-35 est approuvée pour le traitement temporaire de l'acné grave chez les femmes qui ne répondent pas aux autres traitements offerts. Le dernier avis du ministère de la Santé remonte à mai 2005. À cette date, il soulignait « le risque accru de formation de caillots sanguins chez les utilisatrices de Diane-35, comparativement à la combinaison d'œstrogènes et de progestogène utilisée à titre de contraception » et déconseillait « l'utilisation de Diane-35 à titre de contraceptif oral ».

## Posologie
- Une pilule à prendre par jour au même moment de la journée pendant 21 jours.
- Une pause de 7 jours doit être observée.
- Prise de la plaquette suivante après la pause.

Cependant il est important de respecter la posologie indiquée par le médecin.

## Effets secondaires
Parmi les effets indésirables on recense l’hypersensibilité des seins, les maux de tête, les fluctuations de poids et les légères variations d’humeur. Ces effets sont généralement de faible gravité et devraient se dissiper en quelques jours. Si ceux-ci persistent ou provoquent des troubles plus graves, il est important de consulter un médecin.

## Pharmacovigilance
Le RCP et la notice de Diane-35 ont été actualisés à plusieurs reprises depuis l’octroi de l’AMM en juillet 1987. Des renforcements de l’information concernant le risque thrombo-embolique veineux et artériel ont été introduits dans la notice de Diane-35 dès octobre 1997 et actualisés en 1998 et 2011.

## Controverse
Diane-35 et ses génériques ont été suspendus fin janvier 2013 par l’agence française du médicament (ANSM) « pour la sécurité des patientes », en raison de risques associés de formation de caillots sanguins et de son usage détourné « non conforme » comme pilule contraceptive. La suspension de Diane-35 et de ses génériques  sera effective à partir du 21 mai 2013. L’ANSM considère que « le rapport bénéfice/risque de Diane-35 et de ses génériques est défavorable ». L’Ansm fait état de  nouvelles données publiées en 2011 par Lidegaard et qui « montrent que chez les femmes traitées par Diane-35, le risque thromboembolique veineux est 4 fois supérieur à celui observé chez les femmes non traitées. »
À la suite de cette décision,  l’Agence européenne des médicaments (EMA) a annoncé vendredi 7/02/14 qu’elle rendrait vers la mi-mai son verdict sur le traitement anti-acné Diane-35 et ses génériques. Son Comité d'évaluation des risques en pharmacovigilance (PRAC) « a entamé formellement la réévaluation en matière de sécurité » de Diane-35 des laboratoires allemands Bayer, et de ses génériques.
Selon Le Figaro, un document interne de l'Agence du médicament datant du 25 janvier et concernant Diane-35, au 21 janvier 2013, 7 cas de décès (toutes causes confondues) ont été enregistrés en France avec Diane-35 dans la base nationale de pharmacovigilance depuis 1987. Il s'agit d'une femme de 18 ans, deux de 24 ans, une de 26 ans, une de 28 ans et deux femmes de 42 ans. Sur ces 7 cas, 6 concernent Diane-35 et 1 cas, une spécialité générique (Holgyeme, laboratoire Effik). L'Agence estime que pour 4 cas sur 7, le médicament est clairement en cause. Parmi ces 7 cas, la principale cause de décès par Diane-35 et ses génériques concerne des événements thromboemboliques veineux. Trois cas de décès par embolie (ou suspicion d'embolie pulmonaire) et un cas de thrombose cérébrale ont été retrouvés. L'agence du médicament a partiellement confirmé les informations du Figaro en indiquant que « quatre décès sont imputables à une thrombose veineuse liée à Diane-35. Pour les trois autres décès, la cause est liée à des pathologies sous-jacentes des patientes concernées. Ces pathologies semblent avoir joué un rôle essentiel dans le décès et la prise de Diane-35 ne semble pas incriminée ».
Le 17 mai 2013, le comité de pharmacovigilance et d'évaluation des risques (PRAC) conclut que le rapport bénéfice/risque de Diane-35 et ses génériques est favorable chez les patientes en âge de procréer et qui souffrent d'une acné modérée à sévère liée à une sensibilité particulière aux androgènes et/ou d'un hirsutisme à condition que plusieurs mesures soient prises pour réduire le risque thrombo-embolique. D'autre part le communiqué précise que Diane-35 ne doit être utilisée que lorsque les traitements alternatifs ont échoué, à savoir les topiques locaux et/ou l'antibiothérapie par voie orale.
Néanmoins le même jour, l'ANSM décrète que les AMM de Diane-35 et ses génériques sont suspendus en France et que les lots disponibles sur le marché seront retirés à compter du 21 mai 2013.
Le médicament Diane-35 et ses génériques ont été remis  sur le marché mi-janvier 2014 pour les seuls traitements de l'acné et de l'hirsutisme résistant aux autres traitements.